# Nino Frassica
Antonino Frassica, (becenevén: Nino) (Messina, 1950. december 11. –) olasz színész.
Magyarországon leginkább a Don Matteo című sorozatból ismert.

## Életrajz
Frassica a szicíliai Messinában született 1950-ben. Fiatalkorában Milánóban tanult színészetet.
A televíziós debütálására az 1970-es években került sor Messinában. Országos léptékben 1985-ben szerepelt először a televízióban, amikor Renzo Arbone lehetőséget adott neki a Quelli della notte című műsorban. Filmszínészként is a '80-as években mutatkozott be: az Il Bi e il Ba című filmben kapott szerepet Maurizio Nichetti rendezőtől. A következő évtizedben az olasz vígjátékok egyik nagy alakjává vált.
Színészi tevékenysége mellett könyveket ír, rádiózik és Érdekesség, hogy nincs jogosítványa és csak taxival közlekedik.
Magánéletét tudjuk, hogy 1985 és 1993 között Daniela Conti volt a felesége, majd 2018-ban feleségül vette a korábbi pornószínésznő, nála 24 évvel fiatalabb Barbara Exignotist, akivel már 2008 óta egy párt alkotott. Gyermeke sem első, sem második házasságából nem született. Második feleségének van egy lánya.

## Filmográfia
| Év    | Film/sorozat                            | Szerepe                | Magyar hangja                                                            |
| ----- | --------------------------------------- | ---------------------- | ------------------------------------------------------------------------ |
| 2016  | Gratulálunk, a csatlakozás sikeres volt | Nino Cecchini          | Faragó András                                                            |
| 2016  | A maffia csak nyáron öl                 | Giacinto               |                                                                          |
| 2015  | Jártál már a Holdon?                    | Oderzo                 |                                                                          |
| 2013  | La Tempesta                             | Bepi                   |                                                                          |
| 2013  | Casa e bottega                          |                        |                                                                          |
| 2012  | Cha cha cha                             |                        |                                                                          |
| 2012  | Workers - Pronti a tutto                |                        |                                                                          |
| 2011  | Unokatestvér és unokatestvér            | Carmelo Mancuso        |                                                                          |
| 2010  | La scomparsa di Patò                    |                        |                                                                          |
| 2010  | Az utazó                                | Maresciallo Cecchini   |                                                                          |
| 2008  | L'ultimo padrino                        | Occhiuzzo / Nino Morra |                                                                          |
| 2008  | Se chiudi gli occhi                     |                        |                                                                          |
| 2006  | Butta la luna                           | Mario Ficuzza          |                                                                          |
| 2004  | Madre come te                           | De Bono felügyelő      |                                                                          |
| 2002  | Kutyám, a filmsztár                     | Romeo                  |                                                                          |
| 2000  | Sámánnők                                | Sandro                 |                                                                          |
| 2000- | Don Matteo                              | Nino Cecchini          | Csuja Imre (1-3. évad) Orosz István (4. évad) Faragó András (5. évadtól) |
| 1999  | Sono positivo                           | bankár                 |                                                                          |
| 1989  | Mortacci                                |                        |                                                                          |
| 1986  | Il Bi e il Ba                           |                        |                                                                          |